# David Maldonado González
David Maldonado González (1 de julio de 1967) es un político mexicano, miembro del Partido Acción Nacional, fue diputado federal de 2006 a 2009.
Es pasante de ingeniero mecánico electricista, ha ocupado varios cargos en la estratura del PAN en el estado de Baja California, entre ellos, Secretario de Acción Juvenil del comité municipal en Mexicali de 1990 a 1992 y miembro del comité estatal de 1995 a 2003, ocupó el cargo de Supervisor Divisional del Programa de Ahorro de Energía en la Comisión Federal de Electricidad, en el Ayuntamiento del municipio de Mexicali fue director de Transporte Público, coordinador de Delegaciones, y en la secretaría de Desarrollo Social del estado se desempeñó como subsecretario y secretario particular del titular de la dependencia.
En 2006 fue elegido diputado federal plurinominal a la LX Legislatura, cargo que concluye en 2009 y en la que se desempeñó como presidente de la comisión de Energía y miembro de la Radio, Televisión y Cinematografía.